# Roger Marshall
Roger Marshall (* 9. srpna 1960, El Dorado, Kansas) je americký politik. Od roku 2021 je republikánským senátorem USA za stát Kansas. V letech 2017–2021 byl poslancem Sněmovny reprezentantů, v níž zastupoval Kansas za první kongresový okres.
Roger byl jedním z osmi senátorů, kteří navzdory útoku Trumpových příznivců na Kapitol 6. ledna 2021 hlasovali proti stvrzení výsledků prezidentských voleb.